# Phar
Cette page contient des caractères spéciaux ou non latins. S’ils s’affichent mal (▯, ?, etc.), consultez la page d’aide Unicode.
Pour l’article homonyme, voir phar (informatique).
Phar, (ფარ, [pʰar], en géorgien) est la 21e lettre de l'alphabet géorgien.

## Linguistique
Phar est utilisé pour représenter le son [pʰ].
Dans la norme ISO 9984, la lettre est translittérée par « p' ».

## Représentation informatique
- Unicode[1] :
  - Asomtavruli Ⴔ : U+10B4
  - Mkhedruli et nuskhuri ფ : U+10E4